# Lista de episódios de Drama Stage
Esta é uma lista de episódios da série de televisão sul-coreana Drama Stage (O'PENing). O programa vai ao ar na tvN.

## Visão geral
| Temporada | Temporada | Episódios | Episódios | Originalmente exibido  | Originalmente exibido  |
| Temporada | Temporada | Episódios | Episódios | Estreia da temporada   | Final da temporada     |
| --------- | --------- | --------- | --------- | ---------------------- | ---------------------- |
|           | 1         | 10        | 10        | 2 de dezembro de 2017  | 3 de fevereiro de 2018 |
|           | 2         | 10        | 10        | 1 de dezembro de 2018  | 2 de fevereiro de 2019 |
|           | 3         | 10        | 10        | 23 de novembro de 2019 | 30 de janeiro de 2020  |
|           | 4         | 10        | 10        | 3 de março de 2021     | 21 de abril de 2021    |
|           | 5         | 12        | 12        | 2 de maio de 2022      | 5 de agosto de 2022    |
|           | 6         | 7         | 7         | 16 de julho de 2023    | 27 de agosto de 2023   |

## Episódios

### 1ª Temporada
| Ep. | Título                                                                      | Diretor         | Roteirista      | Data de transmissão    | Parcela média de audiência | Ref.   |
| --- | --------------------------------------------------------------------------- | --------------- | --------------- | ---------------------- | -------------------------- | ------ |
| 1   | Assistant Manager Park's Private Life (박대리의 은밀한 사생활)              | Yoon Seong-ho   | Choi Ji-hoon    | 2 de dezembro de 2017  | 0.9%                       | [ 2 ]  |
| 1   | Elenco: Lee Jo-seung, Kim Ye-won, Cho Soo-hyang, Kwon Soo-hyun, Oh Gwan-rok |                 |                 |                        |                            | [ 2 ]  |
| 2   | Chief B and the Love Letter (B주임과 러브레터)                              | Yoon Hyun-gi    | Shin Soo-rim    | 9 de dezembro de 2017  | 1.3%                       | [ 3 ]  |
| 2   | Elenco: Song Ji-hyo, Jo Woo-jin, Yang Byeong-yeol, Oh Na-ra, Kim So-ra      |                 |                 |                        |                            | [ 3 ]  |
| 3   | History of Walking Upright (직립보행의 역사)                                | Jang Jeong-do   | Choi Seong-wook | 16 de dezembro de 2017 | 0.6%                       | [ 4 ]  |
| 3   | Elenco: Kang Mi-na, Byeon Woo-seok, Yang Hye-ji, Im Won-hee, Lee Jini       |                 |                 |                        |                            | [ 4 ]  |
| 4   | The Picnic Day (소풍 가는 날)                                               | Myung Hyun-woo  | Lee Jung-min    | 23 de dezembro de 2017 | 0.6%                       | [ 5 ]  |
| 4   | Elenco: Kim Dong-wan, Kim Hye-in, Nam Moon-chul, Jeon Bae-soo, Ko Kyu-pil   |                 |                 |                        |                            | [ 5 ]  |
| 5   | Today I Grab the Tambourine Again (오늘도 탬버린을 모십니다)                | Choi Gyu-sik    | Kim Dong-kyung  | 28 de dezembro de 2017 | 1.5%                       | [ 7 ]  |
| 5   | Elenco: Park Hee-von, Lee Mi-so, Jung Kyu-soo, Han Soo-hyun, Jang Hee-jung  |                 |                 |                        |                            | [ 7 ]  |
| 6   | Anthology (문집)                                                            | Lee Yoon-jung   | Shin Ha-eun     | 6 de janeiro de 2018   | 0.6%                       | [ 8 ]  |
| 6   | Elenco: One, Shin Eun-soo, Seo Hyun-woo                                     |                 |                 |                        |                            | [ 8 ]  |
| 7   | Not Played (낫 플레이드)                                                    | Yoo Jong-seon   | Kang Min-soo    | 13 de janeiro de 2018  | 1.4%                       | [ 9 ]  |
| 7   | Elenco: Won Mi-kyung, Lee Hee-jun, Dong Bang-woo, Lee Chae-un, Song Jae-ha  |                 |                 |                        |                            | [ 9 ]  |
| 8   | Our Place's Tasty Soybean Paste (우리 집은 맛나 된장 맛나)                  | Kim Sang-ho     | Yoon Jo         | 10 de janeiro de 2018  | 1.0%                       | [ 10 ] |
| 8   | Elenco: Myung Se-bin, Yoo Eun-mi, Lee Chun-hee, Tae Hang-hoo                |                 |                 |                        |                            | [ 10 ] |
| 9   | Fighter Choi Kang-soon (파이터 최강순)                                      | Sung Yong-il    | Yoo Young-joo   | 27 de janeiro de 2018  | 0.9%                       | [ 11 ] |
| 9   | Elenco: Kang Ye-won, Lee Jae-kyoon, Kim Yewon                               |                 |                 |                        |                            | [ 11 ] |
| 10  | The Woman Who Makes the Last Meal (마지막 식사를 만드는 여자)               | Hwang Joon-hyuk | Park Joo-yeon   | 3 de fevereiro de 2018 | 1.5%                       | [ 12 ] |
| 10  | Elenco: Cho Yeo-jeong, Ha Jun                                               |                 |                 |                        |                            | [ 12 ] |

### 2ª Temporada
| Ep. | Título                                                          | Diretor        | Roteirista    | Data de transmissão    | Parcela média de audiência | Ref.   |
| --- | --------------------------------------------------------------- | -------------- | ------------- | ---------------------- | -------------------------- | ------ |
| 1   | Withdrawal Person (인술책)                                      | Lee Tae-gon    | Jung Soo-hoon | 1 de dezembro de 2018  | 1.4%                       | [ 13 ] |
| 1   | Elenco: Kim Min-seok, Lee Si-won, Kim Jin-yeop                  |                |               |                        |                            | [ 13 ] |
| 2   | Water Scale (물비늘)                                            | Shin Soo-won   | Lee Ah-yeon   | 8 de dezembro de 2018  | 0.6%                       | [ 14 ] |
| 2   | Elenco: Kim Ye-eun, Jeong Sung-woo, Jeong Ha-dam, Kim Jae-rok   |                |               |                        |                            | [ 14 ] |
| 3   | All About My Rival in Love (내 연적의 모든 것)                  | Ahn Kook-jin   | Kim Bo-kyum   | 15 de dezembro de 2018 | 0.6%                       | [ 15 ] |
| 3   | Elenco: Lee Seul-gi, Park Doo-sik, Ok Ja-yeon                   |                |               |                        |                            | [ 15 ] |
| 4   | Push and Out of Prison (밀어서 감옥 해제)                       | Jung Jae-eun   | Hong Hye-yi   | 22 de dezembro de 2018 | 0.7%                       | [ 16 ] |
| 4   | Elenco: Jung Yoo-jin, Jo Soo-ji, Lee Jae-in, Park Joo-hee       |                |               |                        |                            | [ 16 ] |
| 5   | Jin Choo-Ha Returns (진추하가 돌아왔다)                         | Sung Do-joon   | Song Jin      | 27 de dezembro de 2018 | 1.0%                       | [ 17 ] |
| 5   | Elenco: Choi Gwi-hwa, Shin Eun-jung, Sung Byung-sook            |                |               |                        |                            | [ 17 ] |
| 6   | Goodbye My Life (굿-바이 내 인생보험)                           | Lee Ho-jae     | Choe Sung-Jun | 29 de dezembro de 2018 | 1.0%                       | [ 18 ] |
| 6   | Elenco: Choi Deok-moon, Nam Da-reum, Lee Bong-gyu               |                |               |                        |                            | [ 18 ] |
| 7   | Like a Dog, Like a Beggar, Beautiful (개같다 거지같다 아름답다) | Lim Tae-woo    | Kim Ji-hoon   | 5 de janeiro de 2019   | 1.1%                       | [ 19 ] |
| 7   | Elenco: Kyung Soo-jin, Ryu Seung-soo,                           |                |               |                        |                            | [ 19 ] |
| 8   | The Dramatization Has Begun (각색은 이미 시작됐다)              | Jung Hyun-geun | Kim Do-yeon   | 19 de janeiro de 2019  | 0.6%                       | [ 20 ] |
| 8   | Elenco: Lee Kyu-han, Lee Sun-bin, Heo Jung-min, Kim Bit-na-ri   |                |               |                        |                            | [ 20 ] |
| 9   | Crumbling Friendship (반야)                                     | Yoon Hyung-gi  | Yoo Kyung-min | 26 de janeiro de 2019  | 0.6%                       | [ 21 ] |
| 9   | Elenco: Seo Ji-hoon, Ahn Bo-hyun, Kwon Hyuk-bum, Park Ji-hong   |                |               |                        |                            | [ 21 ] |
| 10  | Waves of Change (파고)                                          | Park Jung-beom | Kim Min-kyung | 2 de fevereiro de 2019 | 0.3%                       | [ 22 ] |
| 10  | Elenco: Lee Seung-yeon, Lee Yeon                                |                |               |                        |                            | [ 22 ] |

### 3ª Temporada
| Ep. | Título                                                                             | Diretor        | Roteirista    | Data de transmissão    | Parcela média de audiência | Ref.   |
| --- | ---------------------------------------------------------------------------------- | -------------- | ------------- | ---------------------- | -------------------------- | ------ |
| 1   | Ogre (오우거)                                                                      | Yoon Jung-ho   | Chae Woo      | 23 de novembro de 2019 | 1.4%                       | [ 23 ] |
| 1   | Elenco: Park Yong-woo, Go Won-hee, Kim Won-hae, Lee Yeong-seok, Yeom Hye-ran       |                |               |                        |                            | [ 23 ] |
| 2   | My Wife's Bed (아내의 침대)                                                        | Min Doo-sik    | Lee Hee-soo   | 30 de novembro de 2019 | 1.3%                       | [ 24 ] |
| 2   | Elenco: Lee Yi-kyung, Nam Moon-chul, Kim Hee-jung, Park Ju-hyun, Kim So-ra         |                |               |                        |                            | [ 24 ] |
| 3   | Woman with a Bleeding Ear (귀피를 흘리는 여자)                                     | Lee Seung-hoon | Baek In-ah    | 7 de dezembro de 2019  | 1.0%                       | [ 25 ] |
| 3   | Elenco: Kang Ha-na, Kim Kwang-kyu, Jang Won-young, Kim Joo-ryoung, Son Min-ji      |                |               |                        |                            | [ 25 ] |
| 4   | My Uncle is Audrey Hepburn (삼촌은 오드리헵번)                                     | Kim Sae-byeol  | Shim Bo-young | 18 de dezembro de 2019 | 1.4%                       | [ 26 ] |
| 4   | Elenco: Choi Seung-yoon, Kim Woo-seok, Kim Dae-gon, Hwang Seung-eon, Yoon Seo-hyun |                |               |                        |                            | [ 26 ] |
| 5   | Big Data Romance (빅데이터 연애)                                                   | Joo Sang-kyu   | Jung Hee-sun  | 25 de dezembro de 2019 | 0.7%                       | [ 27 ] |
| 5   | Elenco: Song Jae-rim, Jeon So-min, Lee Soon-won, Ahn Da-jung, Seo Yoon-ah          |                |               |                        |                            | [ 27 ] |
| 6   | My Husband Has Kim Hee-seon (남편한테 김희선이 생겼어요)                           | Kim Jung-wook  | Kim Joo-hoo   | 1 de janeiro de 2020   | 0.9%                       | [ 28 ] |
| 6   | Elenco: Ryu Hyun-kyung, Oh Jung-se, Hong Je-yi, Choi Ja-hye, Kim Ki-nam            |                |               |                        |                            | [ 28 ] |
| 7   | Blackout (블랙아웃)                                                                | Park Bong-seob | Sae Bom       | 8 de janeiro de 2020   | 0.6%                       | [ 29 ] |
| 7   | Elenco: Jung Sang-hoon, Ro Jong-hyun, Jin So-yeon, Lee Suk                         |                |               |                        |                            | [ 29 ] |
| 8   | Everyone Is There (모두 그곳에 있다)                                               | Ryu Seung-jin  | Son Ho-young  | 16 de janeiro de 2020  | 0.8%                       | [ 30 ] |
| 8   | Elenco: Roh Jeong-eui, Keum Sae-rok, Kim Joon-won, Lee Seung-hun, Oh Chang-kyung   |                |               |                        |                            | [ 30 ] |
| 9   | I Object (이의 있습니다)                                                           | Jang Yang-ho   | Bae Yi-hwa    | 23 de janeiro de 2020  | 0.7%                       | [ 31 ] |
| 9   | Elenco: Yoo Da-in, Lee Jae-won, Kim Min-soo, Kim Byung-choon, Sung Dong-il         |                |               |                        |                            | [ 31 ] |
| 10  | Out of Communication Range (통화권이탈)                                            | Seo Joo-hwan   | Ha Yu-rim     | 30 de janeiro de 2020  |                            | [ 32 ] |
| 10  | Elenco: Kim Tae-hoon, Yoon Jin-seo, Yoo Il-han, Ha Young, Lee Han-ik               |                |               |                        |                            | [ 32 ] |

### 4ª Temporada
| Ep. | Título                                                                            | Diretor          | Roteirista      | Data de transmissão | Parcela média de audiência | Ref.   |
| --- | --------------------------------------------------------------------------------- | ---------------- | --------------- | ------------------- | -------------------------- | ------ |
| 1   | Mint Condition (민트 컨디션)                                                      | Jung Hyeong-geom | Bang So-min     | 3 de março de 2021  | 1.097%                     | [ 33 ] |
| 1   | Elenco: Im Chae-moo, Ahn Woo-yeon, Ji Min-hyuk, Yeri, Lee Suk-hyeong              |                  |                 |                     |                            | [ 33 ] |
| 2   | EP, Hi Dorothy (EP, 안녕 도로시)                                                  | Kim Yoon-jin     | Baek Yi-shin    | 10 de março de 2021 | 1.125%                     | [ 34 ] |
| 2   | Elenco: Kim Joo-hun, Han Ji-eun, Choi Ji-su, Min Chang-sik, Kim Kyu-baek          |                  |                 |                     |                            | [ 34 ] |
| 3   | Deok-gu Is Back (덕구 이즈 백)                                                    | Heo Seok-won     | Kim Hae-nok     | 15 de março de 2021 | 1.973%                     | [ 35 ] |
| 3   | Elenco: Yang Kyung-won, Woo Hyun, Jo Ryun, Kim Ga-young, Jung Min-sung            |                  |                 |                     |                            | [ 35 ] |
| 4   | Park Sung-sil's Fourth Industrial Revolution (박성실씨의 사차 산업혁명)           | Park Ji-hyun     | Song Young-joon | 16 de março de 2021 | 1.847%                     | [ 36 ] |
| 4   | Elenco: Shin Dong-mi, Bae Hae-sun, Hur Young-ji, Kim Do-hyun, Han Kyu-won         |                  |                 |                     |                            | [ 36 ] |
| 5   | Attention Seeker (관종)                                                           | Lee Ye-rim       | Lee Bom         | 17 de março de 2021 |                            | [ 37 ] |
| 5   | Elenco: Ahn So-hee, Kwak Dong-yeon, Song Duk-ho, Ji Dae-han, Shin Yeon-woo        |                  |                 |                     |                            | [ 37 ] |
| 6   | Love Spoiler (러브 스포일러)                                                      | Kim Gun-hong     | Hong Eun-joo    | 24 de março de 2021 | 0.746%                     | [ 38 ] |
| 6   | Elenco: Lee Joo-bin, Kwon Soo-hyun, Choi Seung-yoon, Cha Rae-hyung, Jeon Hye-yeon |                  |                 |                     |                            | [ 38 ] |
| 7   | On the Way to the Gynecologist (산부인과로 가는길)                                | Kim Yang-hee     | Lee Ha-ni       | 31 de março de 2021 | 1.357%                     | [ 39 ] |
| 7   | Elenco: Park Ha-sun, Bae Yoon-kyung, Kim Jae-hwa, Kim Soo-oh, Kim Dan-bi          |                  |                 |                     |                            | [ 39 ] |
| 8   | The Fair (더 페어)                                                                | Min Jung-ah      | Chu Hyun-jung   | 7 de abril de 2021  | 0.872%                     | [ 40 ] |
| 8   | Elenco: Nam Gyu-ri, Choi Byung-mo, Cha Hak-yeon, Lee Hyun-kyun, Jeon Jung-il      |                  |                 |                     |                            | [ 40 ] |
| 9   | Substitute Person (대리인간)                                                      | Jo Nam-hyeong    | Cha Yi-han      | 14 de abril de 2021 | 0.859%                     | [ 41 ] |
| 9   | Elenco: Gong Seung-yeon, Go Bo-gyeol, Teo Yoo, Yang So-min, Kim Chae-eun          |                  |                 |                     |                            | [ 41 ] |
| 10  | Lucky (럭키)                                                                      | Kim Sae-byeol    | Jin Yoon-joo    | 21 de abril de 2021 |                            | [ 42 ] |
| 10  | Elenco: Park Se-wan, Kim Woo-seok, Kim Dae-gon, Jung Sae-byeol                    |                  |                 |                     |                            | [ 42 ] |

### 5ª Temporada
| N.º                                                | Título                                                             | Dirigido por    | Escrito por     | Lançamento          | Audiência |
| -------------------------------------------------- | ------------------------------------------------------------------ | --------------- | --------------- | ------------------- | --------- |
| 1                                                  | "Shared Office Hookup" " 오피스에서 뭐하Share?"                    | Kim Kang-kyu    | Choi Bo-yoon    | 2 de maio de 2022   | 2.267%    |
| Elenco: Lee Hak-joo, Ha Yoon-kyung, Jung Jae-kwang |                                                                    |                 |                 |                     |           |
| 2                                                  | "Shared Office Hookup" " 오피스에서 뭐하Share?"                    | Kim Kang-kyu    | Choi Bo-yoon    | 3 de maio de 2022   | 2.018%    |
| Elenco: Lee Hak-joo, Ha Yoon-kyung, Jung Jae-kwang |                                                                    |                 |                 |                     |           |
| 3                                                  | "XX+XY"                                                            | Lee So-yoon     | Hong Seong-yeon | 9 de maio de 2022   | 1.858%    |
| Elenco: Ahn Hyun-ho, Choi Woo-sung, Kim Ji-in      |                                                                    |                 |                 |                     |           |
| 4                                                  | "XX+XY"                                                            | Lee So-yoon     | Hong Seong-yeon | 10 de maio de 2022  | 1.541%    |
| Elenco: Ahn Hyun-ho, Choi Woo-sung, Kim Ji-in      |                                                                    |                 |                 |                     |           |
| 5                                                  | "Find the 1st Prize" " 1등 당첨금 찾아가세요"                      | Park Hong-soo   | Choi Si-eun     | 17 de junho de 2022 | 0.4%      |
| Elenco: Kim Do-yoon, Ryu Hyun-kyung, Shin Dong-woo |                                                                    |                 |                 |                     |           |
| 6                                                  | "Don't Announce Your Husband's Death" " 남편의 죽음을 알리지 마라" | Choi Dong-sook  | Lim Soo-rim     | 24 de junho de 2022 | 0.536%    |
| Elenco: Kim Nam-hee, Park So-jin                   |                                                                    |                 |                 |                     |           |
| 7                                                  | "The Apartment Is Beautiful" " 아파트는 아름다워"                  | Jo Eun-sol      | Lee Yi-young    | 1 de julho de 2022  | 0.945%    |
| Elenco: Park Hyo-joo, Seo Young-hee, Kwon Hyuk     |                                                                    |                 |                 |                     |           |
| 8                                                  | "Flavor of Your Voice" " 목소리를 구분하는 방법"                   | Ham Seung-hoon  | Han Yeon-joo    | 8 de julho de 2022  | 0.536%    |
| Elenco: Lee Hong-nae, Choi Hee-jin                 |                                                                    |                 |                 |                     |           |
| 9                                                  | "First Glance" " 첫 눈길"                                          | Kim Hyeon-tak   | Oh Yoo-mi       | 15 de julho de 2022 | 0.374%    |
| Elenco: Han Seon-hwa, Lee Jae-in, Kang Kil-woo     |                                                                    |                 |                 |                     |           |
| 10                                                 | "Stock of High School" " 스톡 오브 하이스쿨"                       | Kang Hee-joo    | Park Kyoung-hwa | 22 de julho de 2022 | 0.251%    |
| Elenco: Lee Re, Kim Si-eun, Kim Rachel Yoory       |                                                                    |                 |                 |                     |           |
| 11                                                 | "Babel Syndrome" " 바벨 신드롬"                                    | Chae Du-byeong  | Lee Chan-young  | 29 de julho de 2022 | 0.415%    |
| Elenco: Choo Young-woo, Lee Si-woo                 |                                                                    |                 |                 |                     |           |
| 12                                                 | "The Underworld Rider" " 저승라이더"                               | Jeong Jang-hwan | Hwang Seol-heon | 5 de agosto de 2022 | 0.46%     |
| Elenco: Seong Yu-bin, Jung Da-eun                  |                                                                    |                 |                 |                     |           |

### 6ª Temporada
| N.º                                                                  | Título                                                    | Dirigido por    | Escrito por    | Lançamento            | Audiência |
| -------------------------------------------------------------------- | --------------------------------------------------------- | --------------- | -------------- | --------------------- | --------- |
| 1                                                                    | "Summer, Lovemachine, Blues" " 썸머, 러브머신 블루스"     | Yoon Hye-ryeom  | Lee Choong-ha  | 16 de julho de 2022   | 1.34%     |
| Elenco: Arin, Go Soo                                                 |                                                           |                 |                |                       |           |
| 2                                                                    | "Walk" " 산책"                                            | Yeong-seop      | Cheon Se-eun   | 23 de julho de 2022   | 1.028%    |
| Elenco: Lee Soon-jae, Lee Yeon-hee, Sunwoo Yong-nyeo                 |                                                           |                 |                |                       |           |
| 3                                                                    | "Summer Cold" " 여름감기"                                 | Jong-Beom Jung  | Seo Hyeon-Joo  | 30 de julho de 2022   | 1.244%    |
| Elenco: Uhm Ji-won, Park Ji-hwan                                     |                                                           |                 |                |                       |           |
| 4                                                                    | "One Reason We Can't Meet" " 우리가 못 만나는 이유 1가지" | Kim Dong-hui    | Lee Ga-young   | 6 de agosto de 2022   | 0.601%    |
| Elenco: Uee, Kang Sang-jun                                           |                                                           |                 |                |                       |           |
| 5                                                                    | "Don't Press the Peach" " 복숭아 누르지 마시오"           | Jeong Da-hyung  | Park Sun-young | 13 de agosto de 2022  | 1.084%    |
| Elenco: Jung Yi-seo, Choi Won-young, Shin Hyun-soo                   |                                                           |                 |                |                       |           |
| 6                                                                    | "2:15" " 2시 15분"                                        | Jeong Se-ryeong | Park Yeon-ok   | 20 de agosto de 2022  | 1.004%    |
| Elenco: Park So-yi, Ki So-yu, Lee Kyu-hyun                           |                                                           |                 |                |                       |           |
| 7 (Parte 1)                                                          | "Shoot Me" " 나를쏘다"                                    | Jo Eun-sol      | Jeong Ji-hyun  | 27 de agosto de 2022  | ASA       |
| Elenco: Kang-hee, Han Soo-ah, Lee Ki-taek                            |                                                           |                 |                |                       |           |
| 7 (Parte 2)                                                          | "Shoot Me" " 나를쏘다"                                    | Jo Eun-sol      | Jeong Ji-hyun  | 3 de setembro de 2022 | ASA       |
| Elenco: Kang-hee, Han Soo-ah, Lee Ki-taek, Jung Kyung-ho, Kim Hee-ra |                                                           |                 |                |                       |           |

## Prêmios e indicações
| Ano  | Prêmio           | Categoria          | Trabalho nomeado       | Resultado | Ref.          |
| ---- | ---------------- | ------------------ | ---------------------- | --------- | ------------- |
| 2022 | APAN Star Awards | Melhor Drama Curto | "XX+XY"                | Indicado  | [ 72 ] [ 73 ] |
| 2022 | APAN Star Awards | Melhor Drama Curto | "Shared Office Hookup" | Indicado  | [ 72 ] [ 73 ] |
| 2022 | APAN Star Awards | Melhor Drama Curto | "Deok-gu Is Back"      | Venceu    | [ 72 ] [ 73 ] |
| 2022 | APAN Star Awards | Melhor Drama Curto | "Finding a Child"      | Indicado  | [ 72 ] [ 73 ] |